# Escama de martelo

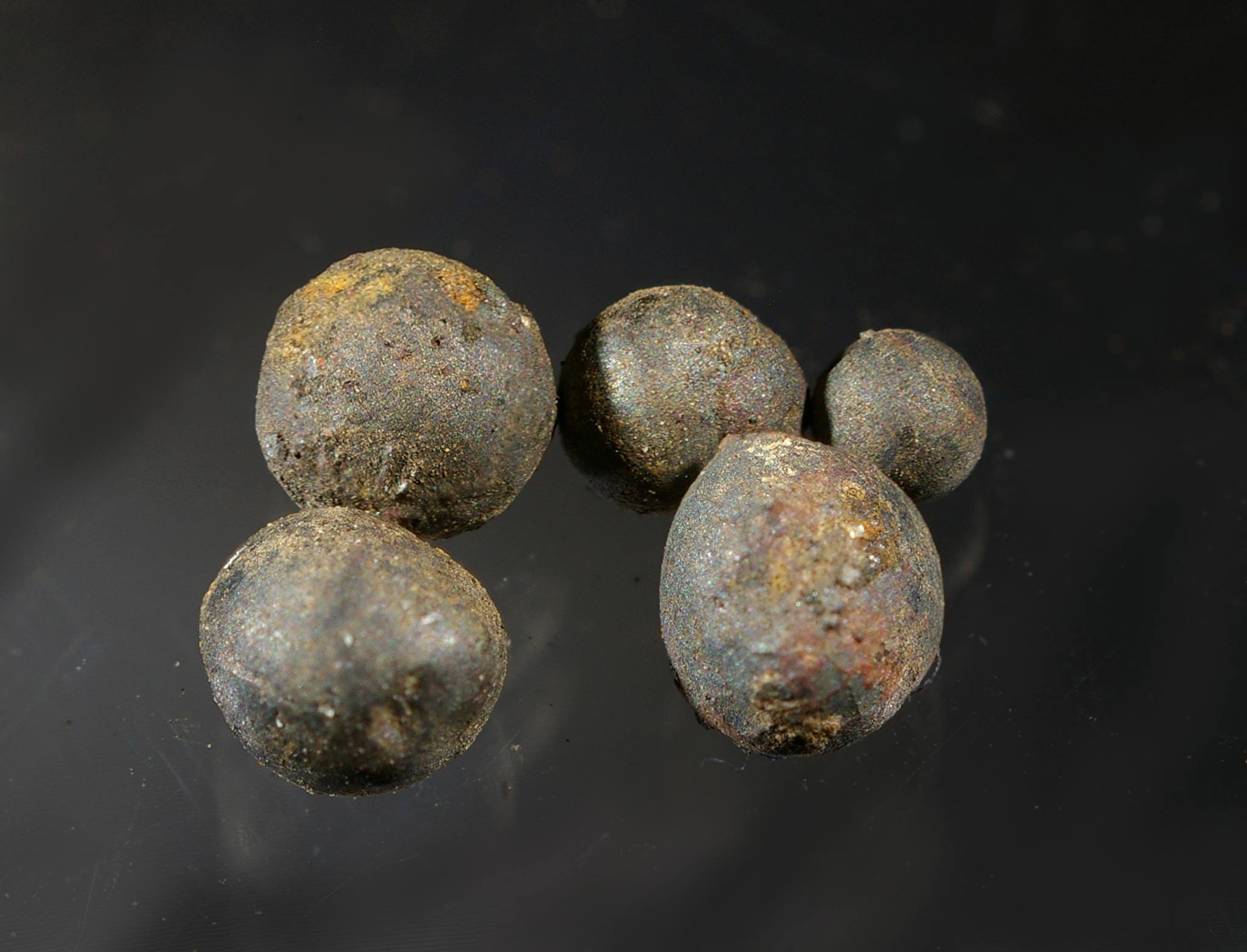
Partículas medievais produzidas durante o forjamento de ferro, de um local monástico em Aghmanister.

Escama de martelo (em inglês: Hammerscale), é um subproduto escamoso ou esferoidal do processo de forjamento de ferro (para o equivalente moderno, veja Carepa). A escama de martelo é quase universalmente recuperada de escavações arqueológicas em áreas onde o minério de ferro foi refinado e forjado.  O caráter magnético do hammerscale também auxilia na sua recuperação e no mapeamento de características maiores por meio de pesquisas de suscetibilidade magnética. A escama de martelo pode fornecer informações vitais sobre um sítio arqueológico, como a função do recurso.